# Le bleu est une couleur chaude
Le bleu est une couleur chaude (en català: El blau és un color càlid) és una novel·la gràfica dibuixada per la historietista francesa Jul Maroh. S'hi narra la història d'amor entre dues dones franceses al començament de la dècada del 2000, i la protagonista descriu els seus sentiments davant de temes com el primer amor i l'acceptació de l'homosexualitat. L'obra va ser guardonada amb el premi del públic al Festival Internacional de la Historieta d'Angulema de 2011.
En base al còmic es va fer una adaptació cinematogràfica el 2013, titulada La vida d'Adèle .

## Argument
Després de la mort de Clémentine, la seva exnovia Emma es dirigeix a casa dels pares de la difunta per a complir la seva última voluntat: llegir els seus diaris personals. Tota l'acció transcorre a Lilla (França) entre 1994 i 2008.
En el primer diari, Clémentine es descriu com una jove de quinze anys que viu una adolescència despreocupada i que ha començat a sortir amb un company de secundària. No obstant això, la seva percepció de la vida canvia per complet quan es travessa pel carrer amb una parella de lesbianes, enamorant-se a primera vista d'una intrigant dona de cabell blau. A partir d'aquest moment, els creixents dubtes sobre la seva identitat sexual faran que intenti conèixer-la amb l'ajuda del seu amic Valentin, un noi homosexual que comprèn pel que està passant. En la resta dels diaris Clémentine relata tota la seva relació amb Emma, les reaccions negatives del seu cercle personal, les primeres trobades sexuals, i com totes aquestes experiències han construït el relat de la seva vida.

## Estil
El blau és un color càlid és una obra autoconclusiva amb un dibuix d'estil realista. L'estructura del relat combina el present viscut per Emma amb els records del diari de Clémentine. Per a distingir totes dues línies narratives, el present està acolorit en tons pastel apagats, mentre que el passat es reflecteix en una escala de grisos rompuda només pel blau cel, el color del pèl d'Emma en aquella època. Aquest contrast de blau càlid pretén reflectir l'impacte que Emma va tenir en la vida de Clémentine, així com l'amor veritable que sentia per ella.
En el moment d'escriure-la, Maroh volia que la seva obra arribés a tota mena de lectors, especialment a aquelles persones amb dubtes sobre la seva orientació sexual, una percepció errònia de les relacions de gènere o, fins i tot, amb prejudicis sobre l'homosexualitat. De la mateixa manera va defugir qualsevol estereotip que pogués banalitzar l'argument. A més Maroh va fer que les protagonistes tinguessin una percepció diferent sobre la seva condició: mentre que Emma és obertament lesbiana i ho defensa en tots els aspectes de la seva vida, Clémentine ho accepta des d'un pla íntim que renúncia a l'activisme. L'autora va reflectir aquestes diferents percepcions perquè, en la seva opinió, «un dels privilegis de ser heterosexual és que no hagis de preguntar-te com viure amb això».
En el seu blog, Maroh ha arribat a definir el guió com «un procés per a parlar sobre la vida, l'amor i la humanitat; un procés sobre la meva vida i el camí que he triat».

## Història

### Desenvolupament
La novel·la gràfica va suposar el debut professional de Julie Maroh, una dibuixant francesa establerta a Brussel·les. Abans de la seva publicació, l'autora gestionava un webcómic i estava estudiant arts aplicades.
Maroh va començar a escriure el guió quan tenia 19 anys, construint els personatges a través de les seves pròpies experiències personals. Maroh sempre s'ha declarat obertament lesbiana, i per aquesta raó va voler acostar la seva realitat a través d'un romanç protagonitzat per dues dones. Entre altres temes aborda els dubtes de la protagonista sobre la seva identitat sexual, els alts i baixos de la relació entre Emma i Clémentine, i les reaccions amb el seu cercle pròxim. En total va trigar cinc anys a acabar el còmic: en l'última pàgina apareix una signatura del 20 de gener de 2010.
La novel·la gràfica va ser editada al març de 2010 per Glénat Editions en el mercat francòfon, i va comptar amb una beca del govern de la Comunitat Valònia-Brussel·les. Encara que havia estat editada per una autora novella, les bones crítiques i l'acceptació del públic gal la van portar a convertir-se en un èxit de vendes a nivell nacional. En 2011 va ser editada a Espanya per Dibbuks.
La repercussió internacional d'aquesta obra va augmentar gràcies a l'adaptació cinematogràfica de 2013. Des de llavors ha estat traduïda a més de quinze idiomes.

### Acolliment de la crítica
En termes generals l'obra ha tingut bones ressenyes de la crítica especialitzada. El diari francès Le Monde ha valorat la capacitat de l'autora per a contar una història d'amor entre dues dones «amb passió i naturalitat», sense defugir cap aspecte, a més de la naturalitat amb la qual tracta qüestions relatives a l'homosexualitat. Per la seva part Jesús Jiménez, presentador de l'espai Viñetas y bocadillos de RNE Radio 5, ha valorat que qualsevol lector pot identificar-se amb la forma en què descriu el primer amor, perquè «emociona des del primer moment (…) sense caure en la cursileria».
El blau és un color càlid va obtenir el premi del públic en el Festival Internacional de la Historieta de Angulema de 2011. També va estar nominada en la secció oficial al Millor Àlbum, encara que aquest guardó va recaure en l'italià Manuele Fior.

### Polèmica
Ha estat lectura obligatòria per als alumnes de segon d'ESO de l'Institut d'Educació Secundària Porreres, a Mallorca, des de l'any 2020. El maig de 2023, el pare d'una alumna, amb l'ajut de la fundació ultracatòlica Abogados Cristianos, denuncià el centre, considerant que estava cometent un "delicte de distribució de pornografia". Val a dir que lectura del còmic està recomanada a partir dels 12 anys, mentre que els alumnes de tercer d'ESO en tenen 13.

## Adaptació al cinema
El blau és un color càlid va inspirar una adaptació cinematogràfica, La vida d'Adèle, dirigida i escrita pel franc-tunisià Abdellatif Kechiche. La cinta va ser guardonada amb la Palma d'Or en el Festival de Cannes 2013 i, per primera vegada, el jurat va premiar tant al director com a les actrius protagonistes, Adèle Exarchopoulos i Léa Seydoux. Cal destacar que la seva estrena va coincidir amb l'aprovació del matrimoni entre persones del mateix sexe a França, per la qual cosa va tenir major atenció mediàtica.
Encara que estigui basada en la novel·la gràfica, Kechiche va tenir llibertat creativa i va construir una història diferent al plantejament original: Adèle és un personatge diferent de Clémentine, i no mor com sí que succeïa en el còmic. En la pel·lícula es dona més importància tant a les escenes sexuals com a l'divisió socioeconòmica de les protagonistes, i Kechiche vincula aquest últim aspecte per a explicar per què les famílies d'Adèle i Emma tenen una percepció tan dispar sobre la identitat sexual. Si bé els personatges segueixen una evolució similar, es presta més atenció al desenvolupament personal i sentimental dels protagonistes. El director també va respectar el simbolisme del color blau al llarg de les tres hores de pel·lícula.
Jul Maroh no va estar conforme amb alguns aspectes de l'adaptació. Encara que va aplaudir l'originalitat de Kechiche per a plasmar un argument «coherent, justificat i fluid», també va sentir que no havia estat capaç de captar el missatge de la seva història, arribant a dir que «falten lesbianes». En aquest sentit va ser especialment crítica amb les escenes de sexe explícit, al seu judici «ridícules» i «poc creïbles» des del punt de vista afectiu, perquè en el còmic era la primera vegada que Clémentine tenia una relació sexual amb algú a qui a més portava mesos ocultant els seus sentiments. Kechiche es va defensar en una entrevista posterior, al·legant que l'autora li havia donat el seu beneplàcit quan va veure la pel·lícula abans de l'estrena a Cannes.

## Premis i reconeixements
- Premi al millor debut en el Saló de la Historieta de Roubaix (2010).[20]
- Premi del públic en el Festival Internacional de la Historieta de Angulema (2011).[2]
- Premi al millor àlbum internacional en el Festival de la Historieta d'Algèria (2011).[20]